# Großsteingrab Onsved Marker 5
Das Großsteingrab Onsved Marker 5 war eine megalithische Grabanlage der jungsteinzeitlichen Nordgruppe der Trichterbecherkultur im Kirchspiel Skuldelev in der dänischen Kommune Frederikssund. Es wurde im 19. Jahrhundert zerstört. Seine Reste wurden 1986 archäologisch untersucht.

## Lage
Das Grab lag nördlich von Onsved auf einer Wiese westlich des Vangevej. In der näheren Umgebung gibt bzw. gab es mehrere weitere megalithische Grabanlagen.

## Forschungsgeschichte
Im Jahr 1873 führten Mitarbeiter des Dänischen Nationalmuseums eine Dokumentation der Fundstelle durch. Zu dieser Zeit waren keine baulichen Überreste mehr auszumachen. Die Reste des Grabes wurden 1896 unter Leitung von Flemming Kaul ausgegraben.

## Beschreibung

### Architektur
Die Anlage besaß eine nordwestlich orientierte rechteckige Hügelschüttung mit einer Länge von 16,5 m und einer Breite von 7,5 m. Kaul konnte die Standspuren von etwa 30 Umfassungssteinen ausmachen. Die Zwischenräume der Steine waren mit Trockenmauerwerk ausgefüllt, das hauptsächlich aus rötlichen Sandsteinplatten bestand.
In der Mitte des Hügels befand sich die Grabkammer. Sie hatte einen annähernd quadratischen Grundriss und eine Länge und Breite von 1,5 m. Sie dürfte wohl als kleiner Dolmen anzusprechen sein. Der Kammerboden wies ein Pflaster mit einer unteren Schicht aus runden Steinen und einer oberen Schicht aus Feuerstein auf. Möglicherweise war der Kammer ein ost-westlich orientierter Gang vorgelagert.

### Funde
Im Eingangsbereich der Kammer fand Kaul die Scherben von 43 Keramikgefäßen, darunter mindestens 21 Trichterbecher, zwei offene Schalen und eine Schulterschale. Außerhalb der Kammer wurden zwei Pfeilspitzen, ein Abschlag und ein Bruchstück eines Dolchs aus Feuerstein gefunden.